# Cannizzarita
La cannizzarita és un mineral de la classe dels sulfurs. Va ser anomenada en honor del químic Stanislao Cannizzaro (1826-1910).

## Característiques
La cannizzarita és una sulfosal de fórmula química Pb₈Bi10S23. Cristal·litza en el sistema monoclínic. Els seus cristalls tenen forma de llistons molt prims, de fins a 2 mm, rectes o deformats amb els extrems desgastats; també en masses vellutades i grups estelats. La seva duresa a l'escala de Mohs és 2.
Segons la classificació de Nickel-Strunz, la cannizzarita pertany a «02.JB: Sulfosals de l'arquetip PbS, derivats de la galena, amb Pb» juntament amb els següents minerals: diaforita, cosalita, freieslebenita, marrita, wittita, junoïta, neyita, nordströmita, nuffieldita, proudita, weibul·lita, felbertalita, rouxelita, angelaïta, cuproneyita, geocronita, jordanita, kirkiïta, tsugaruïta, pillaïta, zinkenita, scainiïta, pellouxita, chovanita, aschamalmita, bursaïta, eskimoïta, fizelyita, gustavita, lil·lianita, ourayita, ramdohrita, roshchinita, schirmerita, treasurita, uchucchacuaïta, ustarasita, vikingita, xilingolita, heyrovskýita, andorita IV, gratonita, marrucciïta, vurroïta i arsenquatrandorita.

## Formació i jaciments
La cannizzarita va ser descoberta al cràter La Fossa, Vulcano, a Lipari, a les illes Eòlies (Província de Messina, Sicília, Itàlia) associat amb l'activat de fumarola a profunditat. També ha estat descrita a Àustria, els Estats Units, França, Hongria, Itàlia, el Japó, Kosovo, Polònia, Romania, Rússia, Sèrbia, Suècia, Suïssa, la Xina.